# Piper latibracteum
Piper latibracteum är en pepparväxtart som beskrevs av C. Dc.. Piper latibracteum ingår i släktet Piper och familjen pepparväxter. Inga underarter finns listade i Catalogue of Life.